# Cançoner Vega-Aguiló
Il Cançoner Vega-Aguiló (Veg-Ag) è un canzoniere che prevalentemente riporta componimenti in lingua catalana e occitana, ma anche alcuni in castigliano e francese medio.

## Lista di poeti con componimenti inclusi nel Vega-Aguiló
| - Uguet del Vallat - Gilabert de Próixida - Pere March - Andreu Febrer - Melcior de Gualbes - Lluís Icart - Rajadell - Arnau March - Jordi de Sant Jordi - Joan Basset - Gabriel Ferrús - Guerau de Massanet | - Jaume Bonet - Joan d'Olivella - A. de Montanyans - Francesc de la Via - Narcís de Sant Dionís - Jacme Escrivà - Joan Sesavasses - Pardo - Ivany - Peires de Rius - Guillem de Cabestany - Peire Cardenal | - Raimondo Berengario V di Provenza - Cadenet - Arnaut de Maruelh - Blacasset - Folchetto di Marsiglia - Uc de Sant Circ - Peire Vidal - Peire Català - Bernart de Ventadorn - Jutge d'Aurena - Arnaut Daniel - Guilhem de Sant Leidier | - Pietro II d'Aragona - Regina di Maiorca - Rigaut de Berbezilh - Pistoleta - Ponç d'Ortafà - Raimbaut de Vaqueiras - Cappellà de Bolquera - Guillem de Montanhagol - Cerverí de Girona - Joan Ramon Ferrer - Bernat de Palaol - Aimeric de Peguilhan | - Joseta - Pere Tresfort - Bernat Metge - Vicenç Comes - Guillem de Torroella - Guillaume de Machaut - Oton de Grandson - Jean de Garencières - Raimon de Cornet - Lesparre - Figueres |

## Fonti
- (CA)  Anna Alberni Jordà (2003), "El cançoner Vega-Aguiló (BC, mss. 7 i 8): estructura i contingut," tesi di dottorato, Università di Barcellona.